# Lattre-Saint-Quentin
Lattre-Saint-Quentin ist eine französische Gemeinde mit 318 Einwohnern (Stand 1. Januar 2022) im Département Pas-de-Calais in der Region Hauts-de-France. Sie gehört zum Arrondissement Arras, zum Kanton Avesnes-le-Comte und zum Gemeindeverband Campagnes de l’Artois.

## Lage
Die Gemeinde Lattre-Saint-Quentin liegt im Südosten der Landschaft Artois am Ugy, einem Zufluss des Gy, 14 Kilometer westlich von Arras. Nachbargemeinden von Lattre-Saint-Quentin sind Tilloy-lès-Hermaville und Hermaville im Norden, Habarcq im Nordosten, Noyellette im Osten, Wanquetin im Südosten, Hauteville im Süden, Avesnes-le-Comte im Südwesten, Noyelle-Vion im Westen sowie Izel-lès-Hameau im Nordwesten.

## Bevölkerungsentwicklung
| Jahr                       | 1962 | 1968 | 1975 | 1982 | 1990 | 1999 | 2006 | 2013 | 2022 |
| -------------------------- | ---- | ---- | ---- | ---- | ---- | ---- | ---- | ---- | ---- |
| Einwohner                  | 205  | 202  | 157  | 180  | 191  | 193  | 217  | 247  | 318  |
| Quellen: Cassini und INSEE |      |      |      |      |      |      |      |      |      |

## Sehenswürdigkeiten

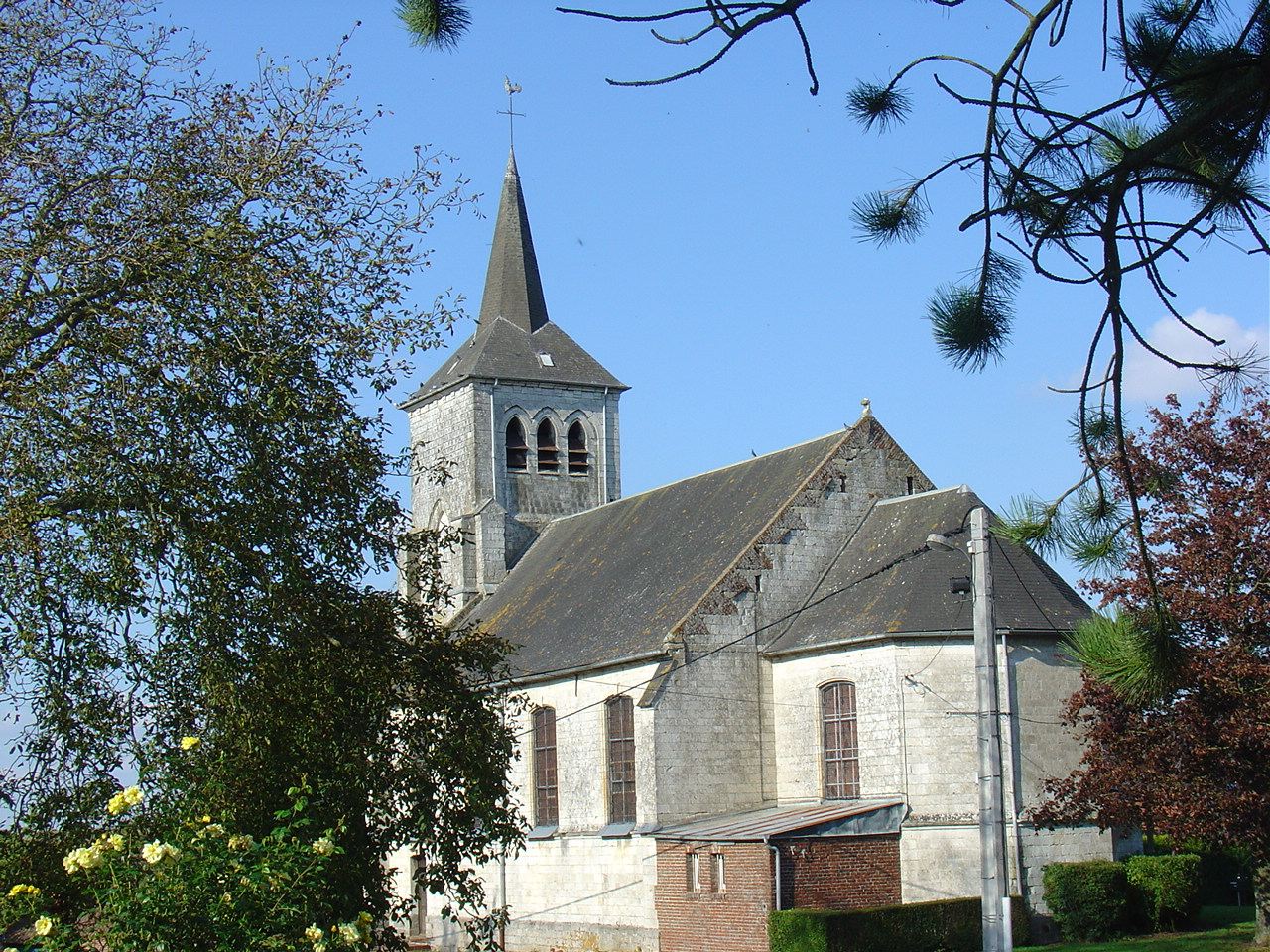
Kirche Saint-Quentin

- Kirche Saint-Quentin